# CITED2
CITED2 (англ. Cbp/p300 interacting transactivator with Glu/Asp rich carboxy-terminal domain 2) – білок, який кодується однойменним геном, розташованим у людей на короткому плечі 6-ї хромосоми. Довжина поліпептидного ланцюга білка становить 270 амінокислот, а молекулярна маса — 28 497.
| 10         |  | 20         |  | 30         |  | 40         |  | 50         |
| ---------- |  | ---------- |  | ---------- |  | ---------- |  | ---------- |
| MADHMMAMNH |  | GRFPDGTNGL |  | HHHPAHRMGM |  | GQFPSPHHHQ |  | QQQPQHAFNA |
| LMGEHIHYGA |  | GNMNATSGIR |  | HAMGPGTVNG |  | GHPPSALAPA |  | ARFNNSQFMG |
| PPVASQGGSL |  | PASMQLQKLN |  | NQYFNHHPYP |  | HNHYMPDLHP |  | AAGHQMNGTN |
| QHFRDCNPKH |  | SGGSSTPGGS |  | GGSSTPGGSG |  | SSSGGGAGSS |  | NSGGGSGSGN |
| MPASVAHVPA |  | AMLPPNVIDT |  | DFIDEEVLMS |  | LVIEMGLDRI |  | KELPELWLGQ |
| NEFDFMTDFV |  | CKQQPSRVSC |  |            |  |            |  |            |

A: Аланін

C: Цистеїн

D: Аспарагінова кислота

E: Глутамінова кислота

F: Фенілаланін

G: Гліцин

H: Гістидин

I: Ізолейцин

K: Лізин

L: Лейцин

M: Метіонін

N: Аспарагін

P: Пролін

Q: Глутамін

R: Аргінін

S: Серин

T: Треонін

V: Валін

W: Триптофан

Кодований геном білок за функціями належить до репресорів, активаторів, білків розвитку. 
Задіяний у таких біологічних процесах, як відповідь на стрес, транскрипція, регуляція транскрипції, диференціація клітин, альтернативний сплайсинг. 
Локалізований у ядрі.